# O Jesus, ditt namn är min borg och mitt fäste
O Jesus, ditt namn är min borg och mitt fäste är en psalm, som Lina Sandell-Berg skrev efter att hennes far drunknat i Vättern 1858. Psalmen finns med i Metodistkyrkans psalmbok från 1896.

## Publicerad i
- Lova Herren 1988 nr 41 under rubriken "Guds Son och återlösningen".